# ディック・フランシス
ディック・フランシス（Dick Francis、1920年10月31日 - 2010年2月14日）は、イギリスの小説家、障害競走の元騎手である。
本名はリチャード・スタンレー・フランシス (Richard Stanley Francis) 。

## 人物
イギリス・ウェールズのペンブルックシャー州Lawrennyで生まれ、1953年から1954年のシーズンでイギリスの障害競馬においてリーディングジョッキーになる（当時平地で活躍していたゴードン・リチャーズと並ぶイギリスのスター騎手であった）。また、1953年から1957年にかけてクイーンマザー（エリザベス王太后）の専属騎手を務める。
1957年に騎手を引退したのち、新聞記者、そして作家となり推理小説を執筆して英国推理作家協会賞（CWA賞）やアメリカ探偵作家クラブ賞のエドガー賞 長編賞を受賞した。また、英国推理作家協会の会長を務めた。
2000年に妻であり、執筆の協力者であったメアリー・フランシスが死去してから長い間作品を発表していなかったが2006年に次男・フェリックスを協力者としてUnder Orders（邦題「再起」）を発表した。
2010年2月14日、逝去。89歳没。イギリスのデイリー・テレグラフ紙によると、晩年は健康が優れなかったという。
ライフワークであった「競馬スリラー」シリーズは、本人の死後、息子フェリックス・フランシスが単独で執筆。刊行が継続されている（日本での邦題「新・競馬シリーズ」。邦訳は、イースト・プレス刊行。）

## 生い立ち
祖父はアマチュア騎手として20年以上の経験を持ち、父も第一次世界大戦の前にロート・フィリップス厩舎の控えの専属騎手を数年務めた。父は第一次世界大戦に従軍した後は狩猟用馬の厩舎に勤めた。
厩舎には乗馬学校が併設されており、フランシスは7歳の頃から乗馬学校のポニーや乗用馬に調教師代わりに騎乗していた。騎手を目指していたフランシスは15歳で学校をやめ、父の仕事を手伝った。16歳の頃から何度か競馬厩舎に雇われようとしたが叶わなかった。
第二次世界大戦が始まるとフランシスは イギリス空軍に入り、整備兵として従軍する。その後パイロットへ転属し、戦闘機や爆撃機を担当した。1946年に除隊する。

## 競馬騎手としての活躍
フランシスは子供の頃は小柄で平地競走の騎手になれる可能性があったが、成長期に背が伸び、平地競走に騎乗することは身体的に不可能だった。実際にフランシス自身は一度も平地競走での騎乗歴がなく、日本の競馬雑誌「優駿」のインタビューで平地レースへの騎乗歴はとの問いに対して「ありません」と語っていた。
フランシスは1946年に障害競走馬の調教師ジョージ・オウインの秘書兼アマチュア障害騎手となり、このシーズンは9勝を挙げた。次の1947年から1948年にかけてのシーズンではプロ騎手と同等の100回以上の騎乗回数を得て、シーズン途中で28歳にしてプロ騎手へ転向した。
1948年から1949年にかけてのシーズンから当時の障害トップジョッキーであるマーティン・モロニーの2番手として、イギリスで多くの勝ち馬を輩出していたビスター卿の専属騎手となり活躍する。
1953年から1954年にかけてのシーズンからクイーンマザー（エリザベス王太后）の専属騎手を平行して務める。このシーズンで76勝を挙げ、リーディングジョッキーとなる。
1956年のグランドナショナル（イギリス障害競馬の大レース）においてデヴォンロック (Devon Loch) 号に騎乗し、後続に大差をつけたゴールの約50m手前で突然馬が腹這いになって止まってしまい落馬した。原因については様々な憶測が流れたが、真相は解明できていない。フランシス自身はスタンドからの大歓声が原因ではないかと推測している。フランシスは生涯を通じてグランドナショナルに8回挑戦して勝利できず、1949年にロイモンドに騎乗した際の2着が最高成績だった。
通算2305戦345勝、1957年に37歳で騎手を引退した。

## 作家としての活躍
1957年に騎手を引退し、ロンドン・サンデー・エクスプレス (London Sunday Express) 紙で競馬欄を担当する新聞記者となり、以後16年間勤めた。また、この年に自伝『女王陛下の騎手』(The Sport of Queens) を発表した。
1962年には初の長編小説『本命』 (Dead Cert) を発表し、以後2000年まで約1年に1冊のペースで長編小説を書き続けた。また、エラリー・クイーンズ・ミステリ・マガジンで短編小説を発表した。
1973年から1974年の間、英国推理作家協会の会長を務めた。大英帝国勲章コマンダーに叙された。

### 日本
日本では早川書房から菊池光が一貫して翻訳を担当してきたが、菊池が2006年6月16日逝去した為、2006年12月刊行の『再起』においては、北野寿美枝の翻訳になっている。
日本語版の特徴として、ドキュメンタリーの『女王陛下の騎手』を除き、作品タイトルの邦題が全て漢字二文字で表記されていることが挙げられる（原語での題も1語ないし3語程度）。
フランシスの作品がこれ程までに日本で成功を収めたのは、作品そのものの素晴らしさによるものが大きいが、菊池の卓越した翻訳によるところも大きかった。菊池が逝去した際には、フランシス本人が「ミステリマガジン2006年11月号」誌において「才能に寄せた信頼」と題する追悼文を、わざわざ捧げているほどである。
1988年に日本の中央競馬のレース、ジャパンカップを観戦するために来日したことがある。この時、競馬雑誌「優駿」の取材も受け、印象に残った日本馬としてタマモクロス、オグリキャップ、あと1頭、名前が思い出せないが栗毛の馬と語っていた。
『帰還』(Comeback) という作品で、日本や日本人についての記述が所々ある。

### 受賞歴
- 1970年 アメリカ探偵作家クラブ賞（MWA賞）エドガー賞 長編賞 『罰金』(Forfeit)
- 1979年 英国推理作家協会賞（CWA賞） ゴールド・ダガー賞 『利腕』(Whip Hand)
- 1981年 MWA賞 エドガー賞長編賞『利腕』(Whip Hand)
- 1989年 CWA賞 ダイヤモンド・ダガー賞
- 1996年 MWA賞 エドガー賞長編賞 『敵手』(COME TO GRIEF)
- 1996年 MWA賞 巨匠賞

## 著作

### 小説
（H）はシッド・ハレー、[F] はキット・フィールディングもの。
- 1962年 本命（英語版） Dead Cert （1968年） - 1974年に映画化、『大本命』（アラン・ヨーク役：スコット・アンソニー）
- 1964年 度胸（英語版） Nerve （1968年）
- 1965年 興奮 For Kicks （1976年）
- 1965年 大穴 Odds Against （1967年）:（H）
- 1966年 飛越 Flying Finish （1976年）
- 1967年 血統 Blood Sport （1969年）
- 1968年 罰金 Forfeit （1977年）
- 1969年 査問 Enquiry （1970年）
- 1970年 混戦 Rat Race （1971年）
- 1971年 骨折 Bonecrack （1978年）
- 1972年 煙幕 Smokescreen （1973年）
- 1973年 暴走 Slayride （1974年）
- 1974年 転倒 Knockdown （1975年）
- 1975年 重賞 High Stakes （1976年）
- 1976年 追込 In the Frame （1982年）
- 1977年 障害 Risk （1982年）
- 1978年 試走 Trial Run （1984年）
- 1979年 利腕（英語版） Whip Hand （1985年）:（H）
- 1980年 反射 Reflex （1986年）
- 1981年 配当 Twice Shy （1983年）
- 1982年 名門 Banker （1988年）
- 1983年 奪回 The Danger （1989年）
- 1984年 証拠 Proof （1985年）
- 1985年 侵入 Break In （1991年）: [F]
- 1986年 連闘 Bolt （1992年）: [F]
- 1987年 黄金 Hot Money （1993年）
- 1988年 横断 The Edge （1989年）
- 1989年 直線 Straight （1990年）
- 1990年 標的 Longshot （1996年）
- 1991年 帰還 Comeback （1992年）
- 1992年 密輸 Driving Force （1998年）
- 1993年 決着 Decider （1994年）
- 1994年 告解 Wild Horses （1995年）
- 1995年 敵手 Come to Grief （1996年）:（H）
- 1996年 不屈 To the Hilt （1997年）
- 1997年 騎乗 10 LB. Penalty （2003年）
- 1998年 出走 Field of Thirteen （1999年） - 短編集。
- 1999年 烈風 Second Wind （2000年）
- 2000年 勝利 Shattered （2001年）
- 2006年 再起（英語版） Under Orders （2006年12月）:（H）
- 2007年 祝宴 Dead Heat （2007年12月） フェリックス・フランシスとの共著
- 2008年 審判 Silks （2008年12月） フェリックス・フランシスとの共著
- 2009年 拮抗 Even Money （2010年1月） フェリックス・フランシスとの共著
- 2010年 矜持 Crossfire （2011年1月） フェリックス・フランシスとの共著

### 小説以外の作品
- 1957年 女王陛下の騎手 The Sport of Queens（1981年） - 自伝。

左側は原書の出版年、右側（括弧内）は日本での出版年月。邦題は全て早川書房によるもの。

## テレビドラマ化
- 大穴　Odds Against （1982年8月1日） 「ディック・フランシス・ミステリー」第1話[15]。 NHK総合で放映。

## ラジオドラマ化
- 興奮  （1977年） 連続ラジオドラマ「夜のサスペンス」NHK第一　21:05～21:30　野沢那智（アルフォン）
- 度胸　同じく「夜のサスペンス」　広川太一郎（ロバートフィン）
- 大穴　同。 熊倉一雄（語り）ほか